# Tea (ital)

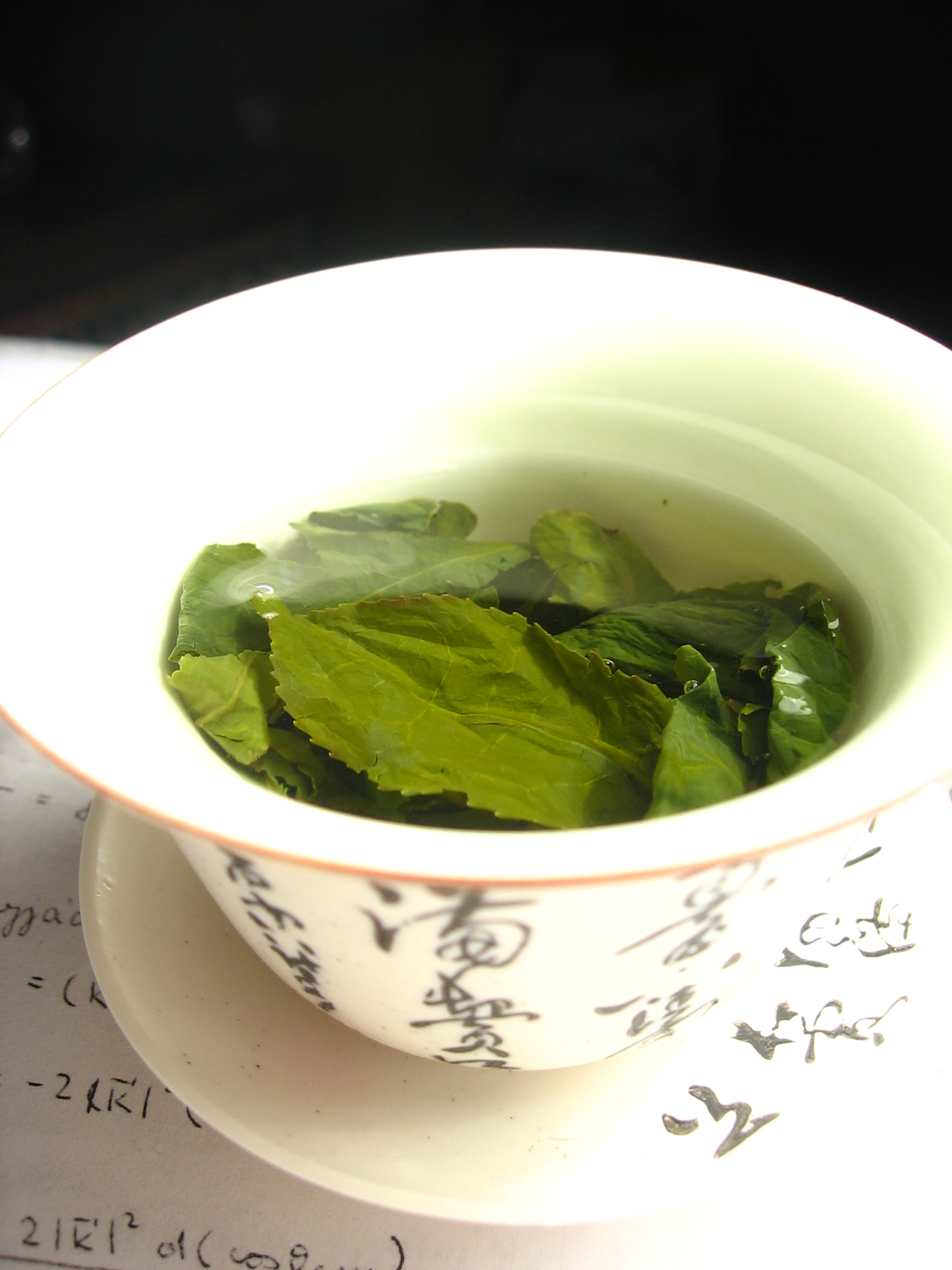
Zöld tea

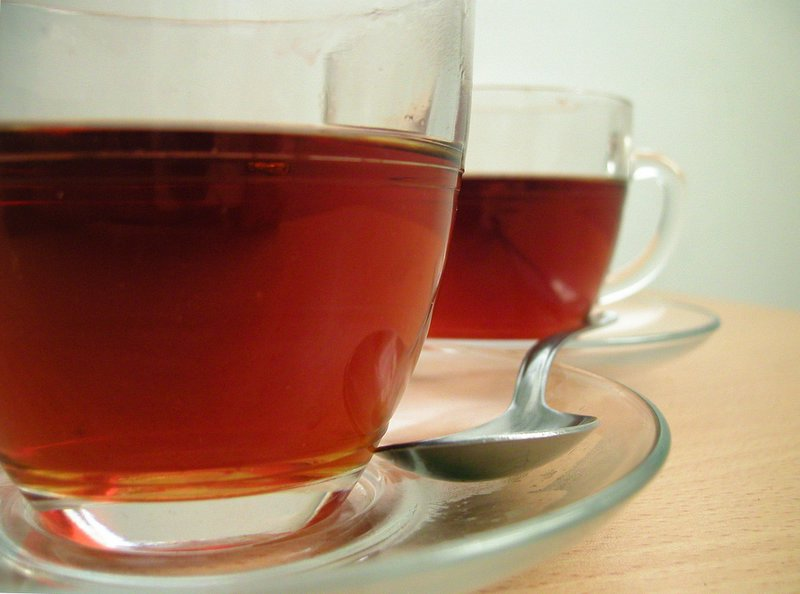
Vörös tea

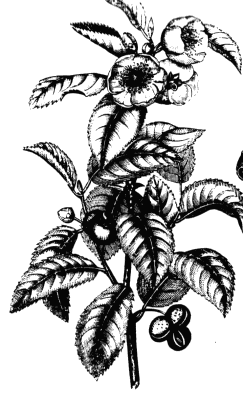
A teanövény egy 19. századi ábrázolása

A tea nevű ital a teacserje (Camellia sinensis) szárított leveleiből, rügyeiből, vagy szárából készülő főzet. Teának (plantateának) nevezzük ezen kívül a tealeveleket nem tartalmazó, más szárított növények, továbbá gyógynövények, fűszerek vagy gyümölcsök főzetét is.
A teacserje Ázsiában honos, a belőle készült tea innen terjedt el az egész világon. A teák főzetének nagyon sok élettani hatást tulajdonítanak. A különféle teák más-más eltérő tulajdonsággal rendelkezhetnek, ezért fogyasztásuk előtt érdemes megvizsgálni, hogyan hathatnak az emberi szervezetre. Általában kedvezőtlen mellékhatásuk nincs, de okozhatnak élénkítő hatásuk miatt álmatlanságot. A gyógynövények teájának hatásai az illető növény gyógyító erejét hordozzák magukban, így rendkívül változatos és különböző betegségekre ható teákat különíthetünk el. 2020-tól kezdődően május 21-ét az ENSZ a tea világnapjának nyilvánította.

## Etimológia

A tea írásjele három részből áll: cǎo ’fű’ (fent); rén ’ember’, aki a földön a helyén áll (középen); mù ’fa’ (lent)

A tea szó a hasonló angol szóból származik, melynek eredete, a tê (茶) Amoyi (廈門 Hsziamen, Fucsien) dél-kínai szó. A britek Kínából Európába tengeri úton szállították a teát. Abból, hogy egyes népek hogyan hívják a teát, eldönthető, hogy mely kereskedelmi úton találkoztak azzal először. Például a szanszkrit, orosz, farszi (iráni) illetve néhány észak-európai nyelvben a teát csáj-nak ismerik, ami mutatja, hogy a teájukat valószínűleg nem a tengeri, hanem szárazföldi úton kapták, valószínűleg a selyemúton, északról. A teát csá-nak (茶) hívják mandarin kínai nyelvjárásban. A portugál nyelvben elnevezése chá. Írországban, főként Dublinban a cha kifejezést gyakran használják a teára, és a char gyakori szlengkifejezés volt a Brit Nemzetközösségben szolgáló katonai erőknél a 19. és a 20. században, mely átkerült a hétköznapi használatba is. Napjainkban az Amerikai Egyesült Államokban számos kávéház kezdett el tejes, édes, fűszeres teát árulni chai néven, mely távoli rokona az indiai receptek alapján készülő italoknak, de azoknál sokkal kevésbé fűszeres. Európában a legnagyobb karriert Angliában futotta be a tea, ahol valósággal társadalmi eseménnyé nőtte ki magát az Ötórai tea szokásában.

## A teázás története

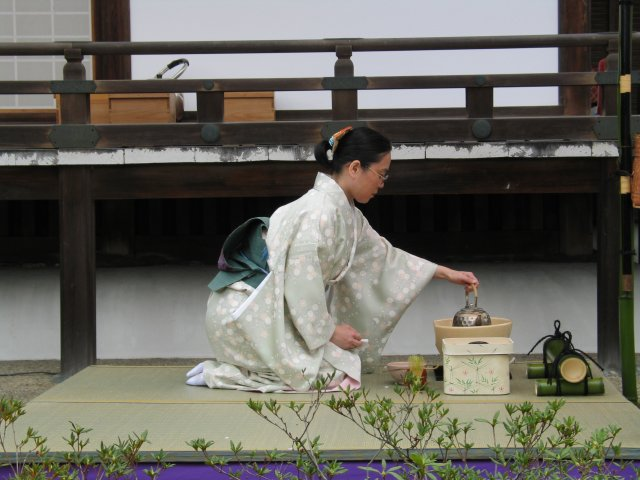
Japán teaszertartás

A teát eredetileg orvosságként használták és mint gyógynövény került be először napi italaink közé. Az egyik történet szerint Buddha fedezte fel a teát, midőn egy napon a kertben meditálva egy tealevél hullott csészéjébe. Egy másik történet szerint amikor Bódhidharma lemetszette szemhéjait, hogy ne hulljon álom szemére meditáció közben, az első tearügyek ott pattantak ki, ahova szemhéjai hullottak. Ismét más történet szerint i. e. 2737-ben Sen-nung kínai császár forró ivóvizébe utazása közben egy vad teanövényről levelek hullottak, sárgás-barna folyadékot eredményezve. Kíváncsiságból megízlelte a keveréket, és megkedvelte ízét és frissítő hatását. A nyugaton a legelső utalást egy arab utazó tette a teára, miszerint a 879. esztendőt követően Kantonban a só és a tea volt a legnagyobb jövedéki forrás. Marco Polo 1285-ben feljegyezte, hogy a kínai pénzügyminisztert azért mozdítottak el helyéről, mert önkényesen intézkedett a teára kivetett vámokat illetően és túl magasra emelte az árát. A 14. században az európaiak egyre jobban felfedezték a Távol-Keletet, a hollandok egy utazásról teacserjével tértek vissza és azzal a hírrel, hogy ezekből a levelekből pompás üdítő italt főznek. Eleinte csupán mint valamilyen „szárított füvet” emlegették, ami illatosabb, mint a szárított lóhere, de keserű ízű és nem volt ismeretes jótékony hatása. Egy Szulejmán nevű arab kereskedő a 9. században szól róla, de ő is a tea szervírozására szóló készletet dicséri, nem magát a teát. A portugál felfedezők voltak az első európaiak, akik Japánba látogatva először ízlelhették meg a teát 1560 környékén. Az első komolyabb ismertető Giovanni Batista Ramusio tollából született 1565-ben, L. Almeida 1576-ban és Maffeno 1588-ban, majd Taxeira 1610-ben ír róla. 1610-ben megérkezik az Európába az első szállítmány tea a Holland Kelet-indiai Társaság hajóival, amely aztán monopóliumot szerez a tea szállítására. Ezért aztán a hollandok ismerik meg először a teát igazán. Szállítása gyékénnyel bélelt faládákban történt, hogy a sós tengeri levegő ne károsítsa a rakományt, az értékesebbeket ólomládákba csomagolták. A tealevelek használata különféle volt, először nem ismerték a hagyományos kínai vagy japán teaszertartást, ezért előfordult, hogy magát a leforrázott tealevelet ették meg kenyérrel. 1568-ban Londonban már lehetett teát kapni a kávéházakban és hamarosan elterjedt helyes használata egy újságcikk eredményeképpen. A legpatinásabb céget 1706-ban Thomas Twining alapította. Az Arany Oroszlán nevű teaházában nemcsak fogyasztani lehetett a teát, hanem meg is vásárolhatták. Ez az üzlet jelenleg is működik Londonban a Strand utcában. Leghíresebb teakeverékük, az Earl Grey ma is világhírű.
A bostoni teadélután a bostoniak felkelése volt 1773-ban, amikor a tea, az 1773-as teatörvény alapján kivetett, adója miatti tiltakozásul az angol teaszállítmányokat a tengerbe dobták. A britek hatalmas teakereslete nagy kereskedelmi hiányt okozott Kínával, ezért a Brit Birodalom a meghódított Indiában beindította saját teafeldolgozását. A kínaiak csak ezüstért és zenélő órákért árulták a teát. A kereskedelmi hiányt az indiai ópium eladásával próbálták kiegyenlíteni Kínával, ami az 1838–1842 közötti ópiumháborúhoz vezetett.
Great Tea Race – A teaklipperek versenye: Kína és London között az 1860-as évektől a Szuezi-csatorna megnyitásáig klipperekkel szállították a teát. A klipperek az akkoriban épített leggyorsabb vitorláshajók voltak. A nagy teaverseny igazi társadalmi esemény volt a viktoriánus Londonban, fogadásokat kötöttek a leggyorsabb hajóra.
A Cutty Sark teaklipper 1922-ig hajózott, jelenleg hajómúzeum Londonban.

## Termesztése

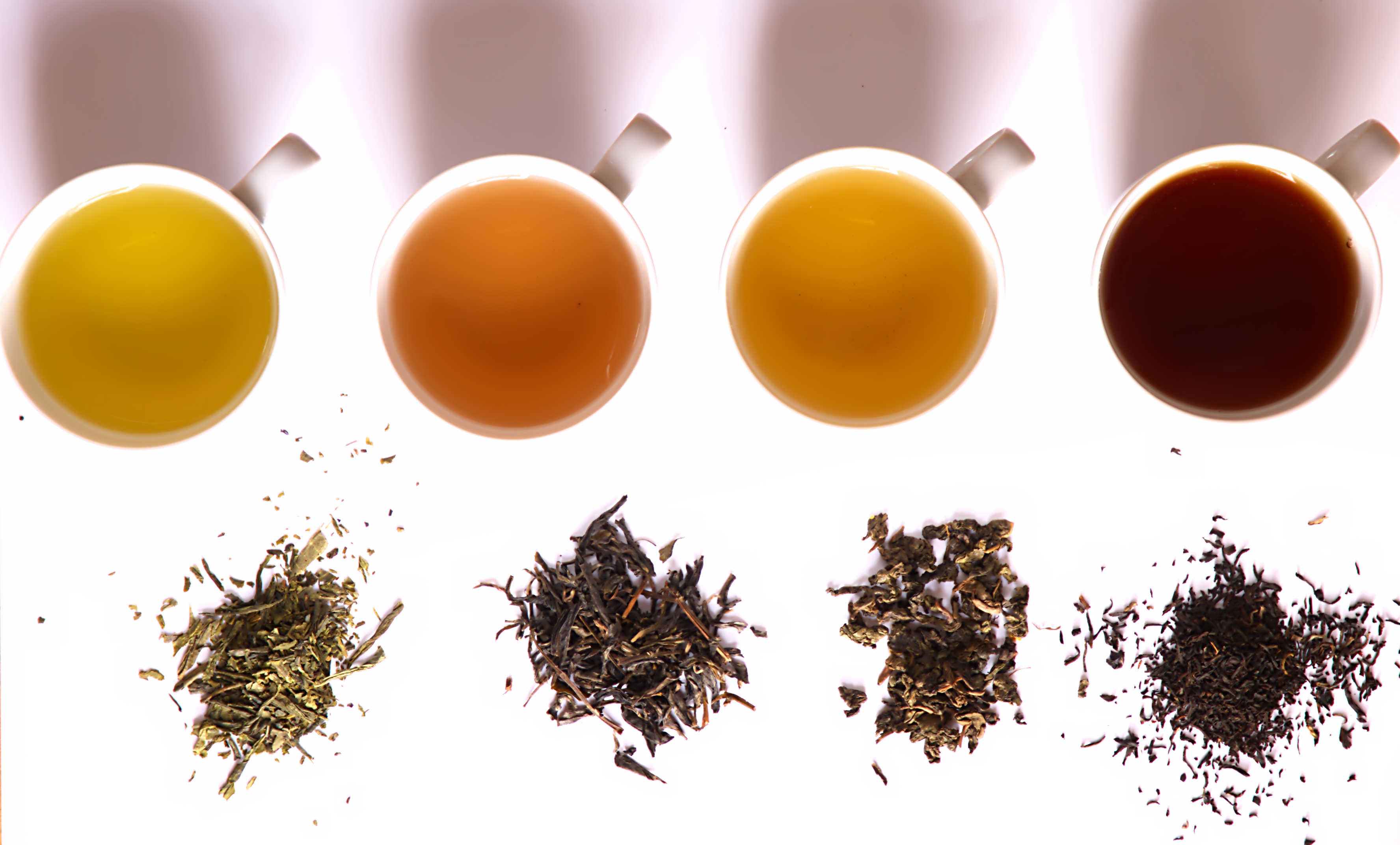
Különböző színű teák balról jobbra haladva:
zöld tea (japán bancsa tea), sárga tea (kínai kekecha tea), Oolong tea (Kína) és fekete tea (India)

A teacserjét főként Kínában, Indiában, Srí Lankán, Tajvanon, Japánban, Nepálban, Ausztráliában és Kenyában termesztik. (A teakereskedelemben Srí Lanka és Tajvan régi neve, Ceylon, valamint Formosa használatos.)
A teanövény (Camellia sinensis) két legelterjedtebb termesztett változata a kínai tea (C. sinensis var. sinensis) és az asszám tea (C. sinensis var. assamica). A kínai tea levelei kisebbek, vaskosabbak, durvább erezetűek, az asszámi nagyobb levelű, vékonyabb, finom erezetű. örökzöld fa, 5-6 méter magasra is nőhet, a teaültetvényeken azonban 1–1,5 méter magasra visszametszik. A cserjéről hároméves korában szedhető először levél, a legjobb minőségű árut 7-8 éves koráig adja.
Kétféle éghajlat kedvez legjobban a teacserje optimális növekedésének: a trópusi, vagy a szubtrópusi éghajlat és a humuszos talaj. Az ültetvények helye is nagyban befolyásolja a növekedés ütemét, ezért a legjobb hegyoldalra telepíteni. Ugyanis minél magasabban fekszik az ültetvény, annál jobb minőségű teát termesztenek rajta.
1890-ben Sir Thomas Lipton Ceylonban megvette a legelső teaültetvényét, azóta a Lipton teát itt termesztik.

## Feldolgozás
A teacserje leveleit a leszedést követően az oxidáció és a hervadás elkerülése érdekében nagyon gyorsan fel kell dolgozni. Az eltérő feldolgozási módok miatt kétféle tea jön létre, az egyiket fekete, a másikat zöld teának nevezzük. A fekete tea előállítása során a levelek egy jelentős oxidációs folyamaton mennek keresztül. Ennek következtében a tea elveszíti antioxidáns tulajdonságainak nagy részét, ezáltal az íze karakteresebb lesz. A zöld tea elkészítésénél az oxidációs folyamat rövid, az antioxidáns összetevők érintetlenek maradnak. Éppen ezért a zöld teának több jótékony hatása van a feketével szemben.
A fekete teákat kétféleképp szokás feldolgozni:
- az egyik módszer az ortodox módszer,
- a másik pedig CTC (morzsol, szakít, csavar; az angol crush, tear, curl szavakból).

Hagyományos (kézi) feldolgozás:
Az ortodox módszer kézi feldolgozást jelent, és főként a jobb minőségű leveleknél használják. Bár az ortodox módszer pontos menete teafajtánként eltér, ez a feldolgozás jó minőségű, laza teát eredményez, melyet nem véletlenül kedvelnek az ínyencek.
- a fonnyasztás (hervasztás) feladata a vízvesztés, ettől lesznek a tealevelek sodorhatók. A leveleket vékony, 25–40 cm-es rétegben terítik szét tálcákon, hogy minél nagyobb felületen érintkezzenek a levegővel. A szárítást ventilátorok segítik. Ha kicsi a levegő nedvességtartalma, szobahőmérsékletű levegőn is végbemegy a fonnyadás.

- a sodrás-hengerlés során a levél sejtfalai felszakadnak, és a levél felületére kerülnek a sejtnedvek anyagai, ahol levegő jelenlétében keverednek el a polifenol-oxidáz enzimmel. Kézzel teasodró asztalokon, vagy a két recézett hengerből álló mángorlón végzik.

- az erjesztés (fermentálás) során megindulnak a kémiai fermentációs folyamatok (oxidáció): a katechinekből teaflavinok és tearubiginek, a klorofillból feofitinek és a feoforbidok, az aminosavak bomlásából illóanyagok keletkeznek. Ezen folyamatra annak idején (valószínűleg a borkedvelők kezdeményezésére) a fermentáció kifejezés terjedt el, s használata fennmaradt annak ellenére is, hogy valódi (baktériumos) erjedés nem történik.

- a szárítás (tüzelés) során megállítják az oxidációs folyamatot, és hevítéssel eltávolítják a levelekből a nedvességet.

CTC módszer
A CTC módszert a gyengébb minőségű levelekhez használják, melyek általában teafilterekben, vagy sűrítményekben végzik és feldolgozásuk gépi úton történik. Ez a módszer hatásosan és hatékonyan készít jobb minőségű végterméket a közepes vagy gyenge minőségű levelekből.
A zöld teát nem fermentálják.
Kínában forró vaslábosokban pörkölik a tealeveleket néhány percig, majd asztalokon sodorják. A pörkölést és a sodrást még kétszer (vagy többször) megismétlik.
Japánban egy keverővel ellátott forgó hengerben 15-20 másodpercig gőzölik a leveleket, majd szállítószalagon hűtik, ezután ismételt felmelegítés után sodorják. Ezt ismételt hevítés és szárítás követheti a második sodrás előtt. A teát végül szárítják.
A pörkölés vagy gőzölés során a polifenol-oxidáz enzim elveszti aktivitását: a levelek zöld színe megmarad és az oxidálatlan katechinek miatt a fekete teánál a zöld tea fanyarabb.

## Osztályozás

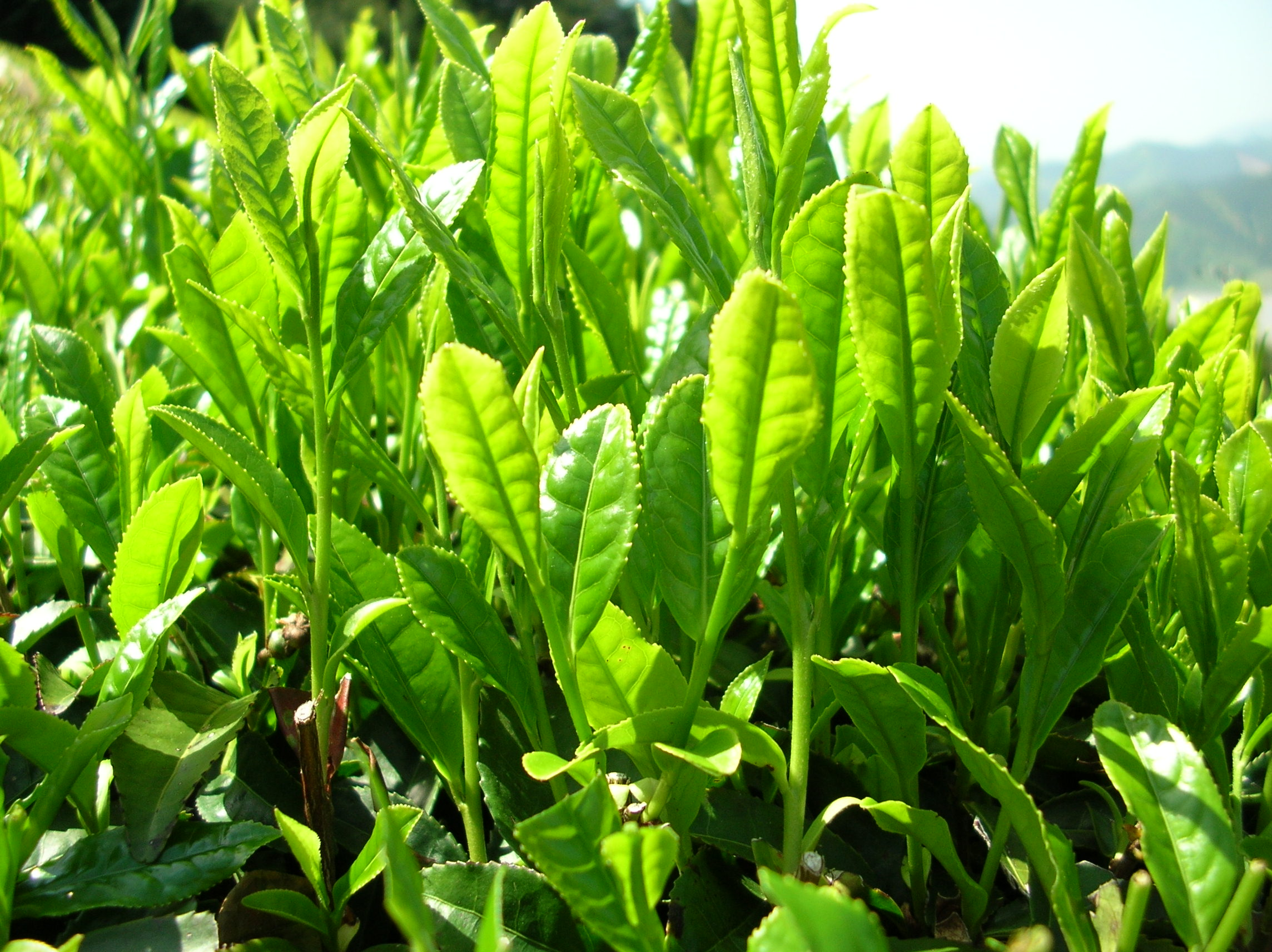
Zöld tealevelek szüretre várva

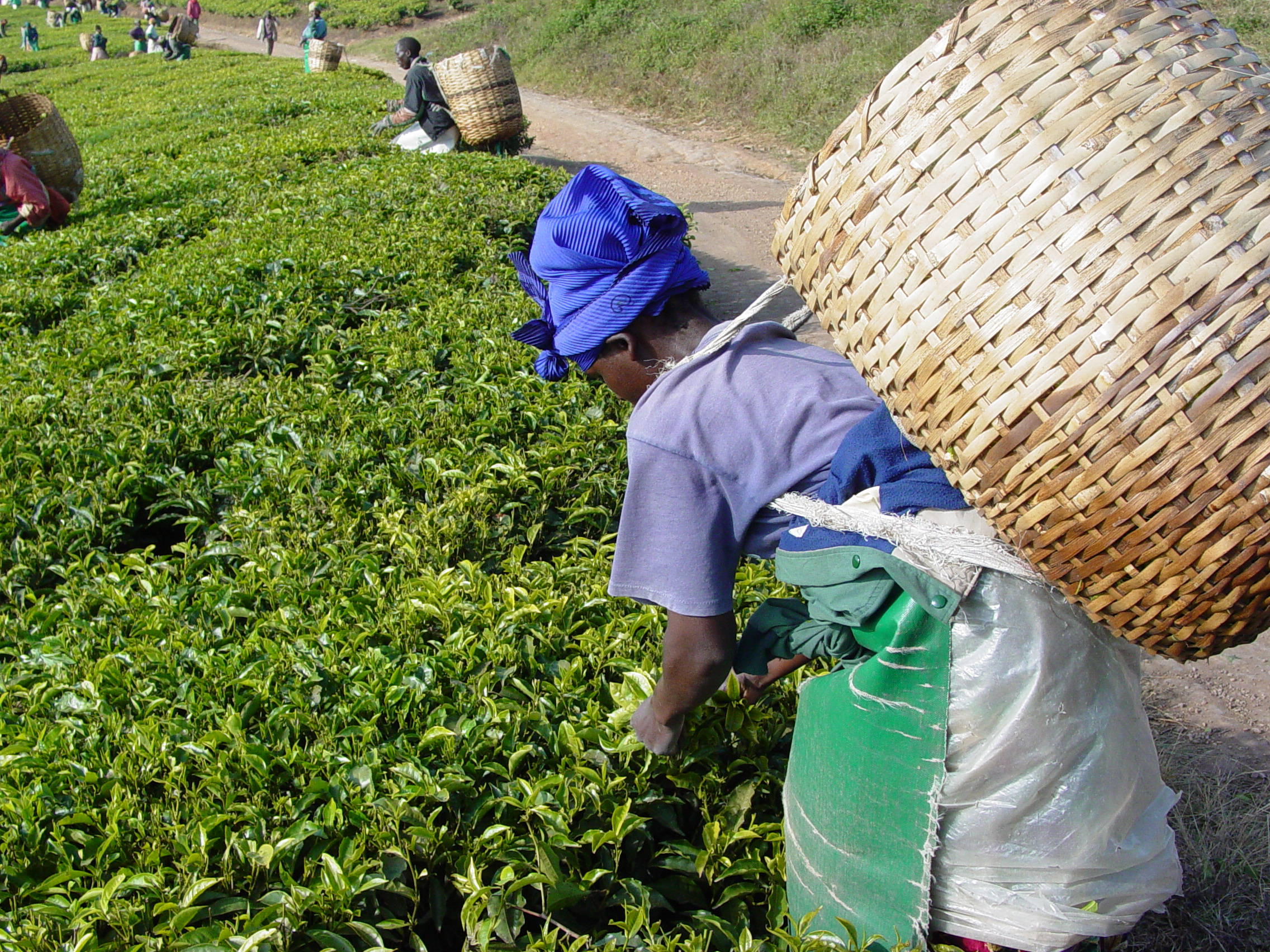
Teaszüret Tanzániában

A teát hagyományosan hat csoportba sorolják aszerint, hogy a fermentációs folyamat hogyan zajlott le:
- fehér tea: nagyon fiatal levelek, melyek nem oxidálódtak.
- sárga tea: nagyon kíméletes erjedésen esik át, majd nedves ruha alatt gőzölik, így a tea sárgás színezetet kap.
- zöld tea: nem fermentált, nem hervasztott, kifejlett tealeveleket használnak.
- oolong (烏龍茶; wulong): a megsodort, hervasztott levelet az oxidációs folyamat közepén állították meg.
- fekete tea ( 紅茶 hóngchá): a fekete teának nevezett teáink kínai, koreai, japán és bengáli nyelven is vörös teaként ismertek, mert a belőlük készült tea színe inkább vörös, mint fekete. Zöld tealevelekből készül, fermentált, néha zúzott vagy sodort, ezzel támogatják az erjedési folyamatot. Jelentős mértékű katechinoxidáció zajlik benne.
- puer (普洱茶)(kínaiul öreg földet jelent): Kínában a puer teát nevezik "黑茶 hēichá", azaz fekete teának. Ez a teák egy különleges csoportja, ahol a teát gőzöléssel, majd préseléssel tömbösítik. Míg a legtöbb teafajtát szedésének és feldolgozásának évében fogyasztják, addig a puer több mint 50 éves is lehet. Ezalatt az idő alatt erős, jellegzetes ízt kap, melyet a leveleken (vagy a már golyó vagy tömb alakú lepréselt tea esetén a teakockákon) kialakuló penészréteg okoz. A teát gyakran nagyon hosszú ideig áztatják (a tibetiek például egész éjjel). A puer teákat Kínában gyógyító erejűnek tartják, mivel gyakran penicillin tartalmúak.

- más változatok: Létezik jó néhány ritkán fellelhető teafajta, melyek nem illeszkednek a fenti csoportosításba. Ezeket gyakran a hagyományos kínai gyógyítás során használják.
  - csung csa (虫茶 chongcha): szó szerint „féregtea”; ez a főzet a teacserje levelei helyett a magjaiból készül. A kínai gyógyítás a forró nyári hőség okozta bajok enyhítésére, valamint az influenza tüneteinek kezelésére használja.
  - kukicsa vagy Téli tea: olyan gallyak és régi levelek tördeléke, melyeket a téli teacserjéről szednek, majd tűz fölött szárítanak. Egészséges, Japánban népszerű ital; a makrobiotikus diéta helyesli fogyasztását.
  - rooibos tea: a fekete teához hasonlóan teája szintén vörös. Afrikából származik és szintén fermentálják.

## Változatok
A fekete teákat általában a származási hely alapján nevezik el: Darjeeling, Assam, Ceylon, és így tovább. A legtöbb zöld tea viszont megőrizte hagyományos, japán vagy kínai nevét: genmaicsa (玄米茶), hódzsicsa (焙じ茶), Pouchong (包種茶) stb. A zöld teák elismerten több antioxidánst tartalmaznak, mint a fekete teák. A fehér teák ízletes italt eredményeznek gyakori, alig érezhető édes utóízzel.
Mindegyik változat kapható „tiszta” formában, melyben csak egyféle tea található, vagy keverékekben.
A teahamisítás komoly probléma a globális teapiacon: az évente Darjeeling-ként eladott mennyiség rendszeresen jelentős mértékben meghaladja azt a 11 000 tonna teát, melyet a darjeelingi gyártók előállítani képesek.

## Keverékek és adalékok
Számos olyan teaféle létezik, melyet különböző fajtájú, származású, vagy eltérő feldolgozású teafajtákból kevertek össze (keverékek), vagy további hozzáadott anyagokat kapott (ízesített teák) a „tiszta” változatokhoz képest:
- Lapsang souchong (正山小种 vagy 烟小种) a kínai Fujianból: erős fekete tea, amit izzó fenyőfa felett szárítottak, és ezért erős, füstös íze van.
- Jázmin tea: a tealeveleket jázminvirágokkal borítják oxidáció közben, és néha a teában is hagynak belőle díszítésképp.
- Számos más virágot (rózsát, gardéniát, narancsvirágot) és illatos leveleket, növénydarabokat (menta, licsi, ginzeng) is használnak Kínában a teák ízesítésére.
- Earl Grey: általában fekete teák keveréke, melyet egy trópusi citrusféle, a bergamot olajával ízesítenek.
- Fűszeres teák, mint például az indiai chai, melyeket édes fűszerekkel ízesítenek, mint amilyen a gyömbér, kardamomi mag (malabár-kardamomum), fahéj, fekete bors, szegfűszeg, indiai babérlevél és szerecsendió igen népszerűek Dél-Ázsiában és a Közel-Keleten.
- Sós tejes tea a mongolok itala
- Sós jakvajas tea a tibetiek nemzeti itala, amelybe akár pirított lisztet is keverhetnek, és levesként is fogyasztható

## Teakészítés

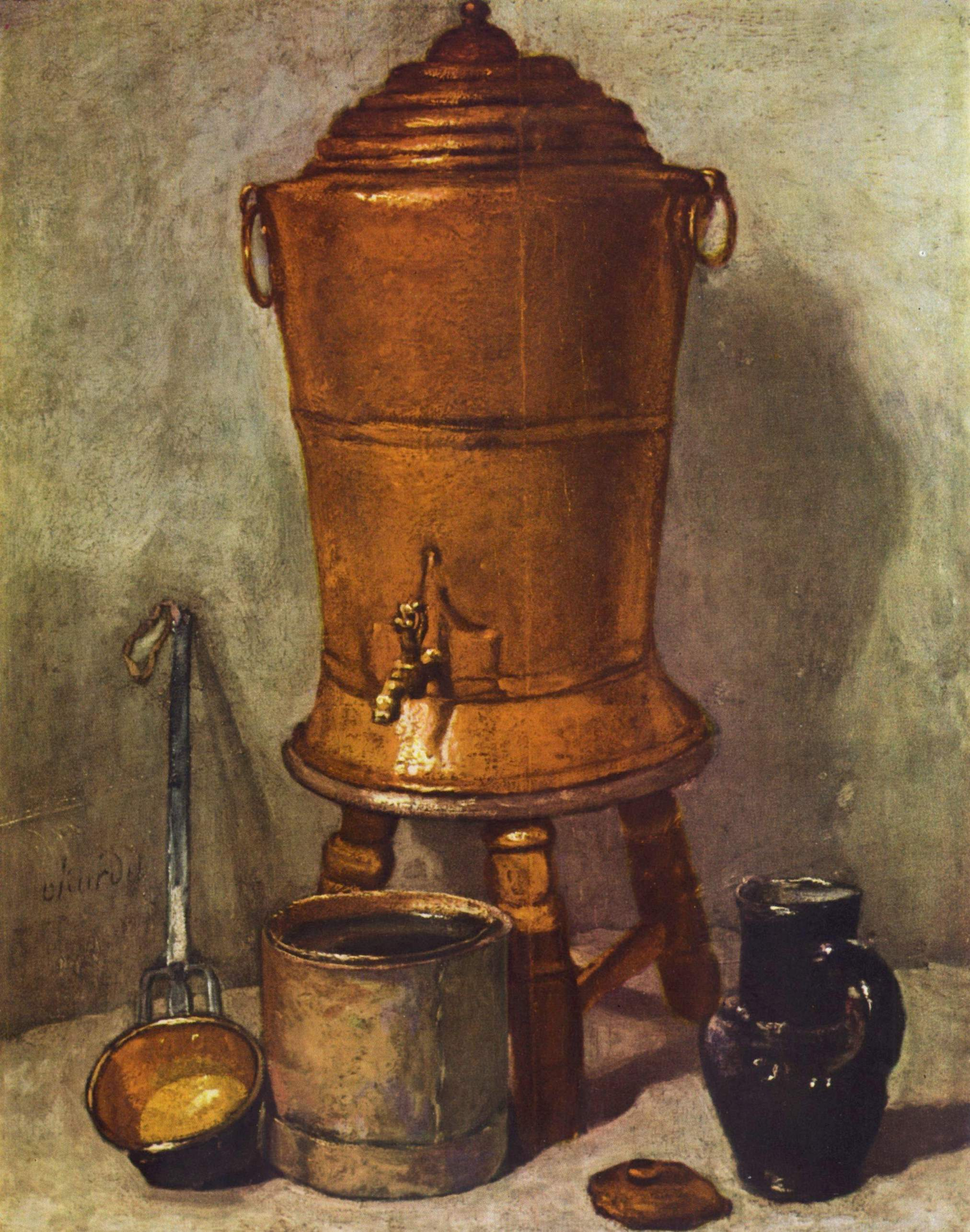
Korabeli teafőző készlet, J.-B. S. Chardin képe (1734 körül)

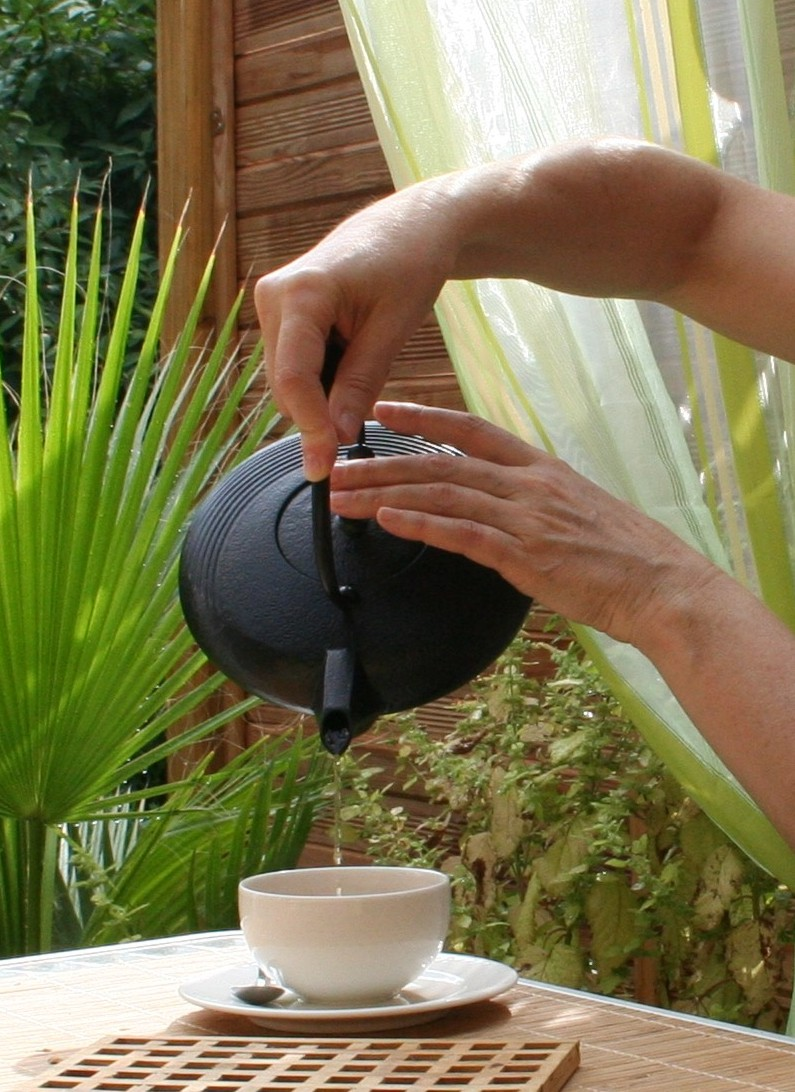
Teakészítés szertartása

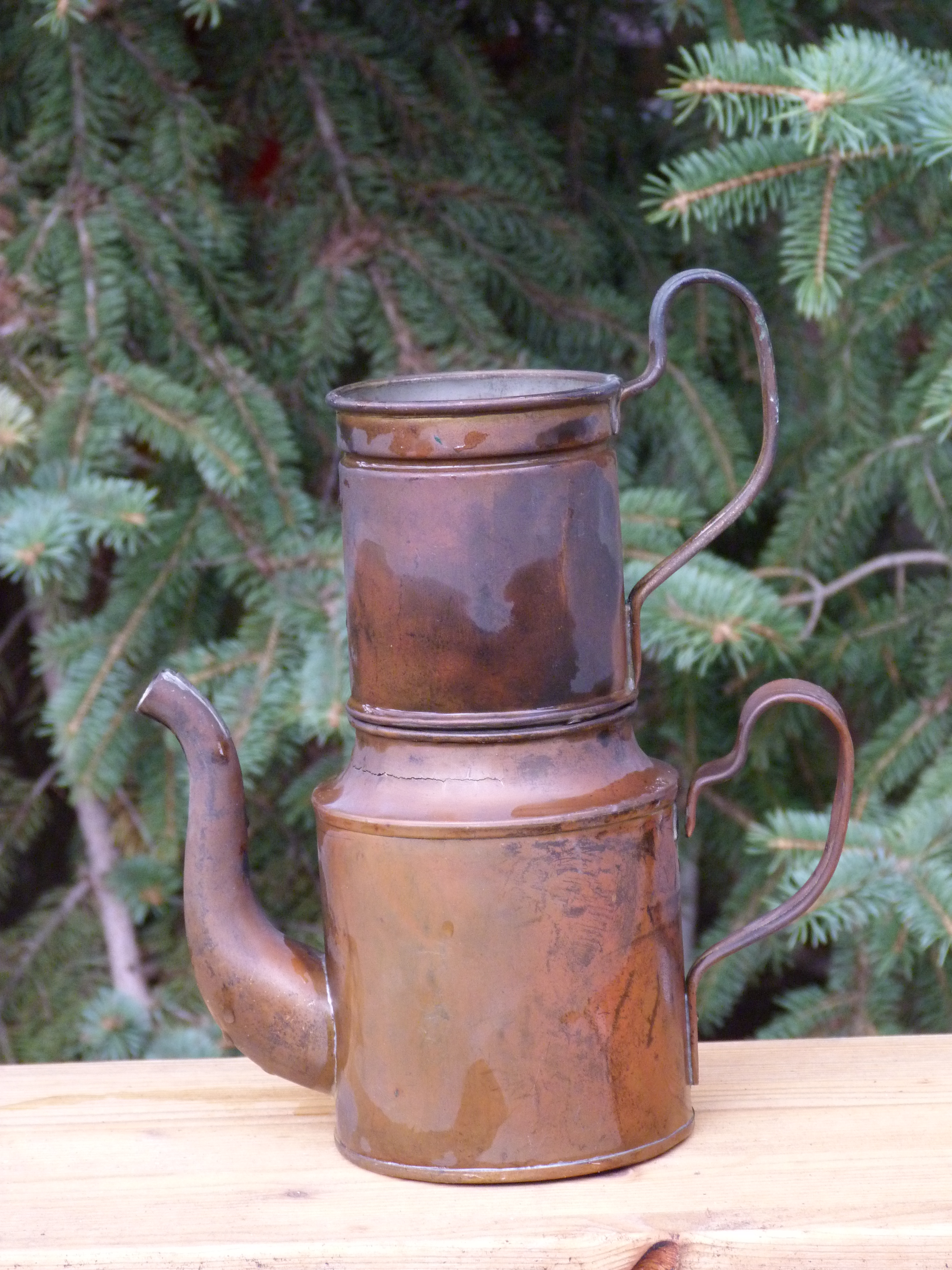
Teafőző

A teakészítés a különféle kultúrákban más és más. Legelfogadottabb európai módja a levelek laza elhelyezése a teáskannában, nem pedig a teafilter használata. Forró vízzel kell leönteni, de nem szabad a teát öt percnél hosszabb ideig ázni hagyni (ezt a folyamatot az angolok brewing-nak vagy mashing-nek nevezik), mert ezután tannin szabadul fel, ami csökkenti a teofillin és koffein hatását valamint a teát kesernyéssé teszi. Néhány tea, különösen a zöld teák és az ízletes Oolong vagy Darjeeling teák még ennél is rövidebb, gyakran fél percnél is kevesebb ideig áznak. Ha nem teafiltert használunk, akkor teaszűrő segítségével távolítjuk el a tealeveleket a „beérési” idő végeztével. A legegyszerűbb és általában a legelterjedtebb módszer az, hogy a teafiltert öntik le az előzőleg felforralt vízzel. Mivel már szinte mindenfajta teát lehet filterben kapni, ezért ez a 21. században nagyon népszerű módszer. Az igazi ínyencek viszont még mindig a hagyományos kannában készített teát kedvelik.
A gyakorlott teaivók állítják[pontosabban?], hogy a teát nem szabad megkeverni (néha az angolok ezt szellőztetésnek hívják). Ez – mondják – nem teszi a teát erősebbé, viszont valószínűleg ugyanúgy elősegíti a tannikus savak felszabadulását, mint a túl hosszú idejű áztatás. Ugyanezen okból nem szabad az utolsó cseppekig kifacsarni a teafiltert: ha erősebb teára vágyik az ember, több tealevelet kell használnia.

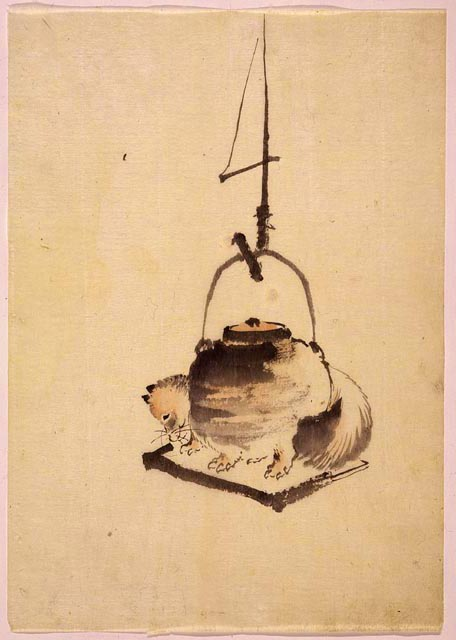
Hokusai iskola (1840 körül): Mosómedve egy teáskannánál

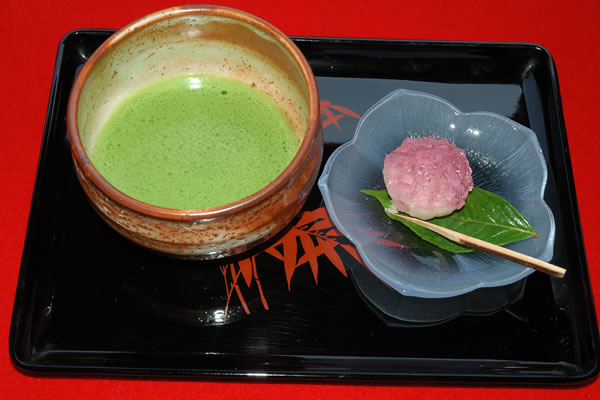
Matcha-tea

Hogy a tanninmentes tea megmaradhasson anélkül, hogy azt azonnal csészékbe kellene önteni, egy második teáskannát használunk. A főzéshez használt kannához a legjobb a mázatlan agyag- vagy kőedény: általában a Yang-Xi kannákat tartják a legmegfelelőbbnek erre. A felszolgáláshoz használt kanna leggyakrabban porcelán, ami a hőt jobban megtartja.
A fekete teákhoz használt víznek forrásponton (100 °C) kell lennie, kivéve az érzékenyebb Darjeeling teákat, ahol kissé alacsonyabb hőmérséklet javasolt. Mivel a forráspont csökken a magassággal, magashegyi környezetben igen nehéz a fekete teákat jól elkészíteni. A zöld teákhoz használt víz – a legtöbb forrás szerint – 80-85 °C között legyen; minél jobb minőségűek a tealevelek, annál alacsonyabb a hőmérséklet, a magasabb hőmérsékletnél az értékes antioxidáns-tartalom megsérülhet, pont az, ami miatt a zöld tea olyan értékes. Javasolt az edényt, melyben a teát áztatjuk (teáskanna vagy csésze), átmelegíteni (általában kis forró vizes átöblítéssel), hogy a tea ne hűljön le azonnal forrázás közben.
A tea gyakori ízesítői a cukor vagy a méz, a citromlé, citromsav, szeszes italok, mint a bor, pálinka, brandy, rum, továbbá a vaj és a tej. A legtöbb ínyenc nem használ tejszínt, mivel az túlerősíti a tea aromáját, míg a vaj és a tej semlegesíti a maradék tannint. Amikor a teát tejjel fogyasztják, az ínyencek mindig a tejhez adják a teát és nem fordítva. Ezzel megelőzik a tej csomósodását, jobb emulziót és kellemesebb ízt nyernek. A szeszes italokat csak nagyon kis mennyiségben, közvetlenül a fogyasztás előtt adjuk hozzá, mert elnyomhatják a tea aromáját.

## A tea kultúrája

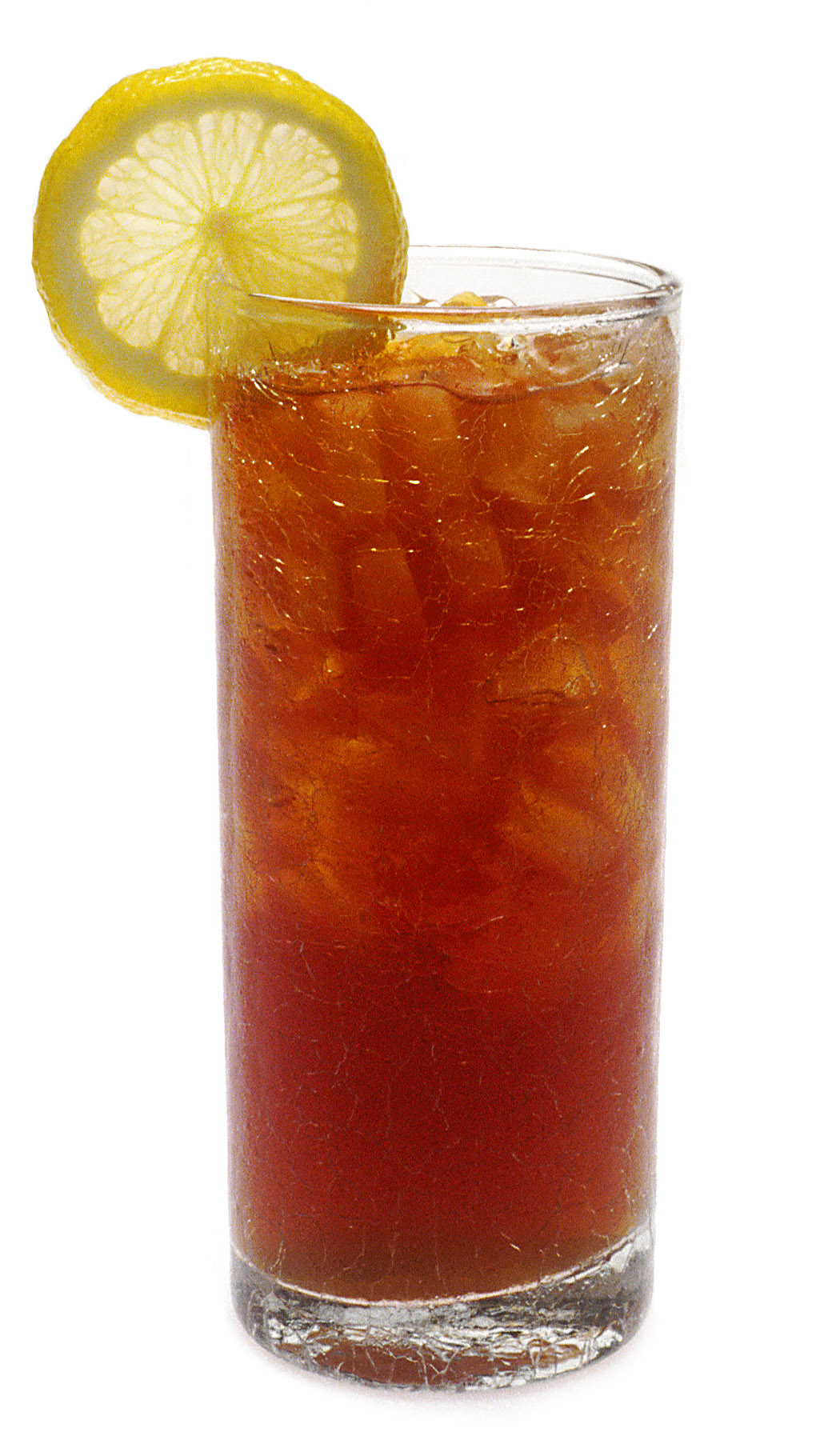
Jeges tea

A tea mint frissítő ital és a mindennapi társasági élet része már a 8. századi Kínában közkedvelt volt. A vendéglátás kifinomult módjaként a költészet világába is bevonult. Japán a 15. század folyamán az esztéticizmus rangjára emelte a teázást.
A teaivás gyakran társasági esemény. Szokás teát nap közben is inni, különösen reggel, az élénkítő hatása miatt: teofillint és (néha tein-ként hívott) koffeint tartalmaz. Nagy-Britanniában és Írországban a tea nem csak az ital neve, de a késő délutáni könnyű étkezést (uzsonnát) is így hívják, még akkor is, ha tea helyett sört, almabort vagy gyümölcslevet isznak. Az ötórai tea olyan fontos eseménnyé vált, hogy napjainkig fennmaradt. Gyakran (Anglián kívül) ezt high tea-nek nevezik, az angol high tea viszont egy esti étkezést jelent; a kifejezés valószínűleg onnan származik, hogy az étkezés a „nagy asztalnál” történt (high table), vagy pedig a nappaliban gyakori kisebb asztalnál.
A Devonshire tea a legfőbb teaceremónia az Nemzetközösségben, mely megtalálható az Egyesült Királyság, Ausztrália, India és Új-Zéland teaházaiban. A Devonshire tea szinte teljesen ismeretlen az USA-ban, valószínűleg a kávéval és az amerikai palacsintákkal kapcsolatos összeférhetetlensége miatt. Számtalan teaceremónia ismert más kultúrákban, melyek leghíresebbike a bonyolult, formális és békés japán teaszertartás és az üzleti, tömeges és zajos Yum Cha.
Az USA-ban a teát gyakran jéggel és citromszelettel szolgálják fel (ice tea, 'jeges tea').
Napjainkban terjedt el a fiatalok körében a tajvani Boba tejes tea, ami nagyon népszerű az Egyesült Államokban. Ez az ázsiai hóbort 2000-ben kezdődött, melyet gyakran „buborékos teának” is neveznek.

### Teaszertartás
A tea számunkra többet jelent, mint az ivásnak – mint olyannak – puszta idealizálása: a tea számunkra valósággal vallás, az életművész vallása.
A keleti kultúrákban a teakészítésnek külön hagyománya és meghatározott ceremóniája van.
A ma is életben lévő teaszertartás a 12. század folyamán a kínai zenbuddhizmus megjelenésével együtt fejlődött ki Japánban. Egy Eisai nevű zenbuddhista pap kínai tapasztalatai alapján a teáról fontos alapelveket írt le, miszerint a tea az egészség megőrzésének legfontosabb eszköze. A Japán teaszertartás ezért igazi ceremónia, mely a vendéglátó, a vendégek és a teamester között zajlik.

### Tealevéljóslás
A tealevélből való jóslás, más néven tasszeográfia hasonló, mint a kávézaccból jóslás. Mindkettő minden tudományos alapot nélkülöző, de nagy múltú gyakorlat.
Az ilyen típusú jövendölések egészen az ókorig vezethetők vissza, amikor az állatok gyomrából, beleiből vagy a későbbi korokban az ólomalakzatokból mondtak jövendőt.
A jósláshoz leginkább szálas kínai teát használnak, de elfogadhatónak számít más teák levele is. A tealevél-olvasás során az elkészített és majd a csészéből kiöntött tea után a csésze belső oldalára rátapadt tealevél-alakzatok formáit értelmezik.
A teából jóslók a csészét az időkerék szimbólumának tekintik. A csésze peremét a jelennek feleltetik meg, majd lefelé távolodva a jövővel hozzák összefüggésbe. A csésze füle a kiindulópont: a kérdezőt ez szimbolizálja, és a fülhöz közel eső alakzatoknak közvetlen, a fültől távolabb esőknek közvetett hatást tulajdonítanak a kérdező életére.
A tealevél-alakzatok minél világosabbak és egyértelműek, a jóslás gyakorlói szerint annál szerencsésebb a kérdező. A csillagalakzatok sikert, a háromszögűek szerencsét, a négyszögek védelmet, a körök pedig frusztrációt jelentenek. Az egyenes vonal határozott célokra, a hullám bizonytalanságra utal, a szaggatott vonal utazást sejtet.

### A tea és a szex
A sri lankai tradicionális orvoslás szerint a Camellia sinensis fekete teájának szexuálisan stimuláló hatása van a férfiakra. Ennek a népi megfigyelésnek a tudományos igazolására indult egy kísérlet 2008-ban.
A kísérlet során három különböző erősségű (84, 167 és 501 mg/ml), 2 ml vizet (n=9 /csoport) tartalmazó fekete teát adtak hím patkányoknak, majd három órával később fogékony nőstényeket engedtek be hozzájuk, szexuális tevékenységüket 15 percig monitorozták. Az eredmények szerint a fekete tea afrodiziákumként működik: az ejakulációig eltelő időt meghosszabbítja és emeli a tesztoszteronszintet. Nagy előny, hogy a fekete teának nincs toxikus hatása.
A kutatók következtetése szerint a fekete tea itala gyorsan és biztonságosan működő orális afrodiziákumként funkcionálhat egyes szexuális zavarok kezelésére, mint például a korai magömlés és a lecsökkent libidó. Egyébként a zöld tea hatása hasonló, mint a feketéé szinte azonos összetevőik miatt. Sri Lankán praktikus tanácsként egy-két csésze meleg tea elfogyasztását javasolták szeretkezés előtt, főleg az idegesség megszüntetése és a szexuális működés javítása céljából.

## Más teajellegű növények
Néhány egyéb növényfajból készült termékeket is gyakran teának hívunk, teacserjéhez semmi közük, csupán az elkészítés hasonlósága miatt hívjuk teának.
- "Planta teák"

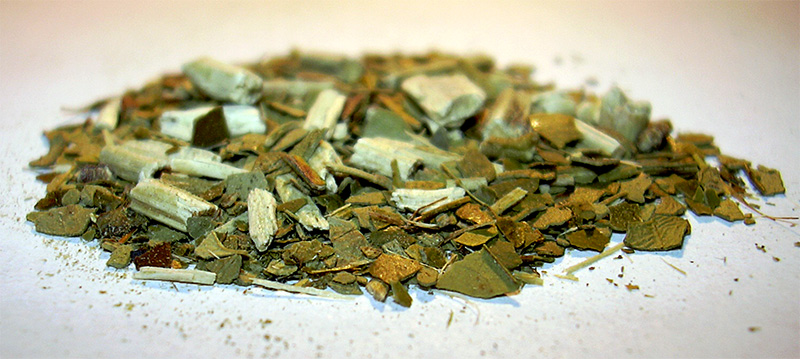
Maté

  - Matétea a yerba mate (vagy hierba mate) egy főként Argentínában, Uruguayban és Brazíliában honos cserje, melyből teaszerű, koffeinben gazdag főzet készül.
  - Rooibos („vörös bokor”): Dél-Afrikában élő vöröses növény, melyből főzeteket készítenek.
  - Mézbokor (Honeybush): a rooibos-szal rokon, szintén Dél-Afrikában élő növény, de annál kissé édesebb ízű.
  - Lapacho (vagy másik nevén Taheebo): a brazíliai őserdőkben élő vörös vagy bíbor lapacho fa kérgének (kambiumának) belső rétegéből készül, melyből sokféle gyógyhatású főzetet készítenek.
  - Hibiszkusz vagy mályva: A hibiszkusz nemcsak gyönyörű növény, számos gyógyhatással rendelkezik. Gyümölcsteának alapanyaga, különleges aromája miatt. Azok közül is, akik ismerik jótékony hatásait, kevesen tudják, hogy enyhülést hoz a nyári melegben, hiszen kiválóan hűti a szervezetet. A hibiszkusz tea csökkenti a szívbetegségek és a rák kialakulásának esélyét is, és a kutatások szerint csökkenti a vérnyomást. Segíti az emésztőrendszer működését, köhögéscsillapító és köptető. Torokgyulladásra is alkalmazzák. A szakemberek szerint korlátlanul fogyasztható, ami a gyógynövényekről általában nem mondható el. Mivel a hibiszkusz magas C-vitamin tartalommal rendelkezik, erősíti az immunrendszerszert. A szakirodalom vizelethajtó hatásáról is említést tesz. A hibiszkusz otthon, cserépben is termeszthető, de megvásárolható a gyógyszertárakban és gyógynövény szaküzletekben is filteres tea formájában.

A teatermelés országonkénti megoszlása 2007-ben

- „Gyümölcstea”: nem egy adott növényre utal; ez összefogó neve azon főzeteknek, melyeket a tealevelekhez hasonlóan más növényi levelek, főként gyümölcsdarabok, néha virágszirmok forrázásával és áztatásával állítanak elő, különösen azokra használatos, melyek koffeint nem tartalmaznak.
  - Ilyen „tea” a csipkebogyótea, melyet magas C-vitamin tartalma miatt, csak áztatva az immunrendszer erősítésére, élvezeti teaként, de meghűléses betegségek megelőzésére, vagy a már beteg gyógyításának elősegítésére használhatunk.
- „Gyógytea”: Azokat a forrázatokat, amelyeket gyógynövényekből, a betegségek megelőzése, élvezeti teaként, vagy az egészségünk helyreállítására, gyógyítására használunk gyógyteáknak nevezzük. Ezekből a különböző betegségekre és személyre szabottan gyógytea-keverékeket is készítenek.

## Világpiaci statisztika
A két jelentős fekete tea exportőr India és Srí Lanka (Ceylon). Kína csak a zöldtea-exportban jelentős, Japán pedig kizárólag hazai fogyasztásra termel.
Az 1990-es évek végére India éves teatermelése majdnem elérte az egymilliárd kilogrammot, amelyből 1997-ben 203 milliót exportáltak.